# Тувински език
Тувинският език е тюркски език, говорен от тувинците в автономната руска република Тува, където има статут на официален. Говори се и от малък брой тувинци, които живеят в съседните области в Монголия и Китай. На него се издават вестници и списания. Той е най-разпространеният език за общуване на територията на Тува, поради трудния достъп до Република Тува и малкия брой руски заселници. Преди 1930 година езикът се записва с монголска азбука, а от 1940 година се използва разширен вариант на руската кирилица.

## Особености
- Повлиян е от монголския език, самоедските и енисейските езици, най-вече в областта на лекскиката.
- Фонетично се различава от останалите тюркски езици в областта на гласните звукове. Тувинският език различава кратки от дълги гласни. Дългите гласни възникват чрез изпадане на пратюркски съгласни [b], [g], [k], [x], [ɣ] в позиция между гласни с последваща асимилация на втората към първата гласна, например *[oɣul] > *oul > оол „син“.
- Според старото и по-разпространено схващане, тувинският език притежава и глътъчни звукове, т.нар. каргыраа-гласни. Напоследък това схващане бива подложено на преосмисляне. Според Harrison тувинският притежава и кратки гласни с нисък тон, който достига долната граница на диапазона на човешкия глас. В едносрични думи гласната с нисък тон се удължава наполовина до продължителността на дълга гласна и тонът става възходящ по средата на изговарянето и достига до нормалния.[1] Така се създава усещане за възходяща тоналност. В многосрични думи гласната с нисък тон не се удължава и тонът не става възходящ. Гласните с нисък тон се отбелязват писмено с ер голям, например аът [à:t] „кон“, но аъты [àtɯ] „конят му, й“.
- Различават се два вида хармония на гласните: палатална (небна) и лабиална (устнена).
- Наличие на особен носов звук, който се отбелязва с буквата /ң/ [ŋ]. Той не се среща в началото на думата.
- В областта на морфологията притежава седем падежа: именителен, родителен, винителен, дателен, аблативен, местен и алатив.
- Тувинският език е аглутинативен като всички тюркски езици.
- Словоредът обикновено е подлог – допълнение – сказуемо.

## Сравнение с други тюркски езици
Следната таблица прави сравнение на тувински с други тюркски езици по списъка на Сводеш.
| български | тувински     | хакаски | турски     | татарски | казахски | узбекски | якутски           | чувашки      |
| --------- | ------------ | ------- | ---------- | -------- | -------- | -------- | ----------------- | ------------ |
| глава     | баш          | пас     | baş        | baş      | баш      | бош      | бас               | пуç          |
| нос       | думчук, хаай | пурун   | burun      | burın    | мұрың    | бурун    | мурун             | -            |
| ръка      | хол          | хол     | kol        | qol      | қол      | қўл      | илии              | хул „рамо“   |
| крак      | бут          | азах    | ayak       | ayaq     | аяқ      | оёқ      | атах              | ура          |
| кръв      | хан          | хан     | kan        | qan      | қан      | қон      | хаан              | юн           |
| лице      | арын         | чÿс     | yüz        | yöz      | жүз      | йўз      | сирэй сүүс (чело) | çăвар „уста“ |
| път       | орук         | чол     | yol        | yol      | жол      | йўл      | суол              | çул          |
| земя      | чер          | тобырах | toprak     | topraq   | топырақ  | тупроқ   | сир               | тăпра        |
| луна      | ай           | ай      | ay         | ay       | ай       | ой       | ый                | уйăх         |
| пепел     | хүл          | кÿл     | kül        | qöl      | күл      | кул      | күл               | кĕл          |
| вода      | суг          | суғ     | su         | sıw      | су       | сув      | уу                | шыв          |
| дъжд      | чаъс         | наңмыр  | yağmur     | yañğır   | жаңбыр   | ёмғир    | самыыр            | çумар        |
| дърво     | ыяш          | ағас    | ağaç       | ağaç     | ағаш     | ёғоч     | маас              | йывăç        |
| яйце      | чуурга       | нымырха | yumurta    | yomırqa  | җұмыртқа | йўмиртқа | сымыыт            | çăмарта      |
| бял       | ак           | ах      | ak         | aq       | ақ       | оқ       | үрүҥ, маҥан       | -            |
| черен     | кара         | хара    | kara       | qara     | қара     | қора     | хара              | хура         |
| червен    | кызыл        | хызыл   | kızıl      | qızıl    | қызыл    | қизил    | кыһыл             | хĕрлĕ        |
| син       | көк          | кöк     | gök „небе“ | kök      | көк      | кўк      | күөх (син/зелено) | кăвак        |
| дебел     | семис        | симіс   | semiz      | semiz    | семіз    | семиз    | эмис              | самăр        |